# Graham Speake
Graham Speake (* 9. Juni 1946 in London) ist ein britischer Altphilologe und Byzantinist.
Nach dem Besuch der St Paul’s School in London nahm Speake ein Studium der Classics am Trinity College, Cambridge auf, wo er verschiedene Preise unter anderem für Dichtung in altgriechischer Sprache gewann. Er setzte das Studium an der Christ Church, Oxford, fort, wo er mit einer unveröffentlichten Dissertation über die byzantinische Überlieferung der antiken griechischen Literatur promoviert wurde. Anschließend war er vierzig Jahre lang akademischer Verleger. Zu seinen eigenen Veröffentlichungen zählen das Penguin Dictionary of Ancient History (1995) und die zweibändige Encyclopedia of Greece and the Hellenic Tradition (2000). 1996 wurde er zum Fellow der Society of Antiquaries gewählt. Unter anderem arbeitete er auch zwölf Jahre lang als Guest Lecturer auf Schiffen der Reederei Swan Hellenic. 1988 besuchte er zum ersten Mal den Berg Athos, zu dem er in der Folge häufig pilgerte. 1990 begründete er mit Derek Hill den Verein Friends of Mount Athos, der unter der Schirmherrschaft des Prince of Wales steht. 1999 wurde er im Kloster Vatopedi in die griechisch-orthodoxe Kirche aufgenommen. Für sein Buch Mount Athos: Renewal in Paradise (2002) erhielt er den von der Society for the Promotion of Hellenic Studies vergebenen Criticos-Preis für das Jahr 2002.

## Schriften (Auswahl)
- mit Kallistos Ware (Hrsg.): Spiritual guidance on Mount Athos. Peter Lang, Bern 2015.
- mit Kallistos Ware (Hrsg.): Mount Athos. Microcosm of the Christian East. Peter Lang, Bern 2012.
- Mount Athos: Renewal in Paradise. Yale University Press, New Haven and London 2002, (Auszüge online); griechische Übersetzung 2005.
- Encyclopedia of Greece and the Hellenic Tradition. Fitzroy Dearborn Publishers, London/Chicago 2000. – Rezension von Paul Stephenson, in: Bryn Mawr Classical Review 2001.09.22.
- The Penguin Dictionary of Ancient History. Penguin, Harmondsworth 1995.